# NGC 6540
NGC 6540是位於人馬座的一個球狀星團，距離銀河系中心約4.66°。
1784年5月24日，德裔英國天文學家威廉·赫歇爾用一台18.7英寸望遠鏡發現了NGC 6540，他將該星團描述為“相當暗淡，不大，彎曲延伸，易於分辨”。NGC 6540的視星等為9.3等，角直徑約9.5角分。
NGC 6540星團距離太陽12000光年（3700千秒差距），距離銀河系中心14000光年（4400秒差距）。NGC 6540被確認為球狀星團之前，最初被認為是一個疏散星團。NGC 6540星團包含一個不確定類型的特殊X射線源。

## 外部連結
- NGC 6540
- Robert Burnham, Jr, Burnham's Celestial Handbook: An observer's guide to the universe beyond the solar system, vol 3, p. 1556